# Intel Arc
Intel Arc（インテル アーク）は、インテルが設計および開発しているコンシューマー向けGraphics Processing Unit (GPU) のブランド名である。
ゲーマーやクリエイターが主要なターゲットであり、NVIDIAのGeForceやAMDのRadeonが競合となる。

## 語源と命名規則
ブランド名である「Arc」の語源は、アーキテクチャを物語のストーリーアークになぞらえていることに由来する。開発コードネームはRPGからインスパイアされており、アルファベット順に「Alchemist」「Battlemage」「Celestial」「Druid」と続く。

## Arc Aシリーズ
Xe-HPGアーキテクチャを採用した第一世代の製品群。開発コードネームは「Alchemist」。TSMCのN6プロセスで製造される。
レイトレーシングユニットを備え、DirectX 12 Ultimateにおける「DirectX Raytracing」と、Vulkanにおける「Vulkan Ray Tracing」に対応する。ビデオ処理ユニットの「Xe メディアエンジン」は従来のAVCやHEVC、VP9コーデックに加えて、業界で初めてとなるAV1のハードウェアエンコードに対応した。「Xe ディスプレイエンジン」と呼ばれるディスプレイ出力ユニットは最大で4系統の同時映像出力が可能で、DisplayPort 2.0（UHBR10）やHDMI 2.0bといった映像出力インタフェースに標準で対応する。また、オプションとして用意されているプロトコルコンバータを実装することで、HDMI 2.1準拠の出力端子を搭載できる。
当初の発売予定は2021年だったが、ソフトウェアの開発遅延が原因で発売延期を繰り返した。下位モデルからの順次発売という形を取り、モバイル向け製品は2022年の3月、デスクトップ向け製品は6月、最上位モデルのArc A770は10月に発売された。
性能を最大限引き出すために、インテルはResizable BARの有効化を推奨している。

### 評価
発売当初、ゲームタイトルによるパフォーマンスのばらつきや、競合製品より高い消費電力が指摘された。特に古いグラフィックスAPIで動作するゲームは最適化不足の傾向が強く、インテルはグラフィックスドライバの更新を重ねて改善を図った。
価格対性能比は悪くないArc Aシリーズであったが、競合製品には最終的なゲーム性能で及ばず、ゲーマーが積極的に選ぶGPUにはならなかった。

### デスクトップ
| ブランドとモデル | ブランドとモデル | コア    | プロセス | トランジスタ数 (億) | ダイサイズ (mm2) | クロック (MHz) | ユニット数 | ユニット数 | L2キャッシュ (MB) | メモリ | メモリ    | メモリ      | メモリ       | メモリ          | 単精度浮動小数点演算性能 (TFLOPS) | TBP (W) | 接続         |
| ブランドとモデル | ブランドとモデル | コア    | プロセス | トランジスタ数 (億) | ダイサイズ (mm2) | クロック (MHz) | Xeコア RTU | XVE XMX    | L2キャッシュ (MB) | タイプ | 容量 (GB) | 帯域 (GB/s) | バス幅 (bit) | クロック (GT/s) | 単精度浮動小数点演算性能 (TFLOPS) | TBP (W) | 接続         |
| ---------------- | ---------------- | ------- | -------- | ------------------- | ---------------- | -------------- | ---------- | ---------- | ----------------- | ------ | --------- | ----------- | ------------ | --------------- | --------------------------------- | ------- | ------------ |
| Arc 7            | A770 16GB        | ACM-G10 | TSMC N6  | 217                 | 406              | 2100           | 32         | 512        | 16                | GDDR6  | 16        | 560         | 256          | 17.5            | 19.66                             | 225     | PCIe 4.0 x16 |
| Arc 7            | A770 8GB         | ACM-G10 | TSMC N6  | 217                 | 406              | 2100           | 32         | 512        | 16                | GDDR6  | 8         | 512         | 256          | 16              | 19.66                             | 225     | PCIe 4.0 x16 |
| Arc 7            | A750             | ACM-G10 | TSMC N6  | 217                 | 406              | 2050           | 28         | 448        | 12                | GDDR6  | 8         | 512         | 256          | 16              | 17.20                             | 225     | PCIe 4.0 x16 |
| Arc 5            | A580             | ACM-G10 | TSMC N6  | 217                 | 406              | 1700           | 24         | 384        | 8                 | GDDR6  | 8         | 512         | 256          | 16              | 12.29                             | 175     | PCIe 4.0 x16 |
| Arc 3            | A380             | ACM-G11 | TSMC N6  | 72                  | 157              | 2000           | 8          | 128        | 4                 | GDDR6  | 6         | 186         | 96           | 15.5            | 4.198                             | 75      | PCIe 4.0 x8  |
| Arc 3            | A310             | ACM-G11 | TSMC N6  | 72                  | 157              | 2000           | 6          | 96         | 4                 | GDDR6  | 4         | 124         | 64           | 15.5            | 2.688                             | 75      | PCIe 4.0 x8  |

### モバイル
| ブランドとモデル | ブランドとモデル | コア    | プロセス | トランジスタ数 (億) | ダイサイズ (mm2) | クロック (MHz) | ユニット数 | ユニット数 | L2キャッシュ (MB) | メモリ | メモリ    | メモリ      | メモリ       | メモリ          | 単精度浮動小数点演算性能 (TFLOPS) | TGP (W)   | 接続         |
| ブランドとモデル | ブランドとモデル | コア    | プロセス | トランジスタ数 (億) | ダイサイズ (mm2) | クロック (MHz) | Xeコア RTU | XVE XMX    | L2キャッシュ (MB) | タイプ | 容量 (GB) | 帯域 (GB/s) | バス幅 (bit) | クロック (GT/s) | 単精度浮動小数点演算性能 (TFLOPS) | TGP (W)   | 接続         |
| ---------------- | ---------------- | ------- | -------- | ------------------- | ---------------- | -------------- | ---------- | ---------- | ----------------- | ------ | --------- | ----------- | ------------ | --------------- | --------------------------------- | --------- | ------------ |
| Arc 7            | A770M            | ACM-G10 | TSMC N6  | 217                 | 406              | 1650           | 32         | 512        | 16                | GDDR6  | 16        | 512         | 256          | 16              | 16.79                             | 120 - 150 | PCIe 4.0 x16 |
| Arc 7            | A730M            | ACM-G10 | TSMC N6  | 217                 | 406              | 1100           | 24         | 384        | 12                | GDDR6  | 12        | 336         | 192          | 14              | 12.60                             | 80 - 120  | PCIe 4.0 x16 |
| Arc 5            | A570M            | ACM-G12 | TSMC N6  | 115                 | 269              | 1300           | 16         | 256        | 8                 | GDDR6  | 8         | 224         | 128          | 14              | 5.325                             | 75 - 95   | PCIe 4.0 x8  |
| Arc 5            | A550M            | ACM-G10 | TSMC N6  | 217                 | 406              | 900            | 16         | 256        | 8                 | GDDR6  | 8         | 224         | 128          | 14              | 8.397                             | 60        | PCIe 4.0 x8  |
| Arc 5            | A530M            | ACM-G12 | TSMC N6  | 115                 | 269              | 1200           | 12         | 192        | 8                 | GDDR6  | 8 / 4     | 224         | 128          | 14              | 3.994                             | 65 - 95   | PCIe 4.0 x8  |
| Arc 3            | A370M            | ACM-G11 | TSMC N6  | 72                  | 157              | 1550           | 8          | 128        | 4                 | GDDR6  | 4         | 112         | 64           | 14              | 4.198                             | 35 - 50   | PCIe 4.0 x8  |
| Arc 3            | A350M            | ACM-G11 | TSMC N6  | 72                  | 157              | 1150           | 6          | 96         | 4                 | GDDR6  | 4         | 112         | 64           | 14              | 3.379                             | 25 - 35   | PCIe 4.0 x8  |

## Arc Bシリーズ
Xe2アーキテクチャを採用した第二世代の製品群。開発コードネームは「Battlemage」。TSMCのN5プロセスで製造される。
ベクターエンジンの刷新やレイトレーシングユニットの強化、L1キャッシュの増量といった性能向上に加えて、内部的な遅延やオーバーヘッドを低減することで処理時間を短縮し、演算効率を改善した。これにより、前世代と比較してコア当たりの性能は70%、ワットパフォーマンスは50%向上している。映像出力はDisplayPort 2.1（UHBR 13.5）およびHDMI 2.1aに標準で対応する。

### デスクトップ
| ブランドとモデル | ブランドとモデル | コア    | プロセス | トランジスタ数 (億) | ダイサイズ (mm2) | クロック (MHz) | ユニット数 | ユニット数 | L2キャッシュ (MB) | メモリ | メモリ    | メモリ      | メモリ       | メモリ          | 単精度浮動小数点演算性能 (TFLOPS) | TBP (W) | 接続        |
| ブランドとモデル | ブランドとモデル | コア    | プロセス | トランジスタ数 (億) | ダイサイズ (mm2) | クロック (MHz) | Xeコア RTU | XVE XMX    | L2キャッシュ (MB) | タイプ | 容量 (GB) | 帯域 (GB/s) | バス幅 (bit) | クロック (GT/s) | 単精度浮動小数点演算性能 (TFLOPS) | TBP (W) | 接続        |
| ---------------- | ---------------- | ------- | -------- | ------------------- | ---------------- | -------------- | ---------- | ---------- | ----------------- | ------ | --------- | ----------- | ------------ | --------------- | --------------------------------- | ------- | ----------- |
| Arc 5            | B580             | BMG-G21 | TSMC N5  | 196                 | 272              | 2670           | 20         | 160        | 18                | GDDR6  | 12        | 456         | 192          | 19              | 13.67                             | 190     | PCIe 4.0 x8 |
| Arc 5            | B570             | BMG-G21 | TSMC N5  | 196                 | 272              | 2500           | 18         | 144        | 18                | GDDR6  | 10        | 380         | 160          | 19              | 11.52                             | 150     | PCIe 4.0 x8 |

## 歴史

### 開発までの経緯
インテルが単体GPU市場への参入に挑戦したのは、Intel Arcで三度目となる。
最初の挑戦は1998年に発売されたIntel 740である。前評判とは裏腹に性能は期待外れで、後継製品のIntel 752は発表こそされたが、ビデオカードとして出荷されることはなかった。単体GPUとしては失敗したものの、Intel 752はそのままIntel 810チップセットにオンボードグラフィックとして統合されたことにより、現在まで続く統合GPUとして受け継がれていった。
二度目の挑戦はPlayStation 4への採用も検討されていたLarrabeeである。GPGPUを見据えて開発されたが、グラフィックス性能では競合に劣っており、インテルは2009年末にLarrabeeの製品化を断念した。
インテルは統合GPUを含む市場占有率では圧倒していたが、性能ではNVIDIAとAMDに遠く及ばなかった。一方、その二社しかいない単体GPU市場では長い間NVIDIAの一人勝ちと言える状況が続いており、インテルはここに参入の余地があると考えた。

### Iris Xe MAXの開発と発売
2017年11月8日、インテルは新たに組織するCore and Visual Computing GroupのSVP兼チーフアーキテクトにラジャ・コドゥリが就任すると発表した。コドゥリはS3 GraphicsやATI Technologies、AMD、Appleを渡り歩き、2013年にビジュアルコンピューティングのVPとしてAMDに復帰。2015年の組織再編で誕生したRadeon Technologies GroupのSVP兼チーフアーキテクトに就任して以来、AMDのグラフィックス部門を率いてきた。
2018年6月12日、インテルはTwitterで2020年に単体GPUを投入すると発表。2020年1月にはコードネーム「DG1」を搭載したビデオカードを公開し、同年10月に「Intel Iris Xe MAX Graphics」として正式に発表した。あくまでTiger Lakeマイクロアーキテクチャの統合GPUを抜き出しただけのIris Xe MAXを搭載するPCは少なく、ビデオカードに至っては市場に出回ることがほとんどなかった。

### Arc Aシリーズの開発と発売
本命となるゲーミング向け単体GPUの詳細は、2020年8月13日に開催された「Intel Architecture Day 2020」で明らかにされた。ラジャ・コドゥリはゲーミング向け単体GPUのXe-HPGアーキテクチャ採用や、レイトレーシングのハードウェアアクセラレーション対応を説明。製品は2021年に出荷予定だと述べた。
コドゥリは2021年6月2日にTwitterを更新し、「DG2-512」と記されたGPUチップの写真を添えて、未だソフトウェアの最適化作業が山積みであると投稿した。ゲーミング向け単体GPUが姿を現したのは初めてであった。
2021年8月16日、インテルはコンシューマ向け高性能GPUのブランドである「Intel Arc」を発表した。発売時期は2022年第1四半期に延期された。
2022年3月30日、インテルはモバイル向けの「Intel Arc A」シリーズを発売。エントリークラスである「Arc 3」からリリースされる。ミドルクラスの「Arc 5」とハイエンドクラスの「Arc 7」および、デスクトップ向け製品の発売は夏以降に延期された。ところが5月7日、ドイツのIgor's Labがソフトウェアの開発の遅れからデスクトップ向け製品のさらなる発売延期の可能性を指摘。インテルでVisual Computing GroupのVP兼GMを務めるリサ・ピアースはこれを認め、地理的、需要的な要因からArc A3シリーズを中国市場で先行発売すると発表。Arc A5およびArc A7の出荷開始は夏後半を予定していると説明した。
2022年6月14日、インテルはシリーズ初のデスクトップ向け製品であるArc A380を発表した。日本では9月22日にASRockが「Intel Arc A380 Challenger ITX 6GB OC」を発売。これが日本で最初に発売されたIntel Arc搭載ビデオカードとなった。10月12日にはハイエンドクラスのArc A770およびArc A750を発売した。
2023年3月22日、インテルのパット・ゲルシンガーCEOはTwitterで、Arcの開発を率いていたコドゥリの退社を明らかにした。コドゥリは2022年末の組織再編の際、GMからチーフアーキテクトへ事実上の降格となっていた。